# Ziemik brunatny
Ziemik brunatny (Microporus nigrita) – gatunek pluskwiaków różnoskrzydłych z rodziny ziemikowatych i podrodziny Cydninae.

## Taksonomia
Gatunek ten po raz pierwszy opisany został w 1794 roku przez Johana Christiana Fabriciusa pod nazwą Cimex nigrita.

## Morfologia
Pluskwiak o szerokim, owalnym w zarysie ciele długości od 4 do 5,3 mm. Ubarwiony jest czarno, czarnobrązowo lub ciemnokasztanowo z brązowawymi odnóżami i brzegami głowy. Ubarwienie półpokryw często jest jaśniejsze niż przedplecza i tarczki. Powierzchnia ciała jest punktowana. Głowę mają nieco rozpłaszczoną, zaopatrzoną w parę kolców u wierzchołka nadustka oraz rząd 8–10 grubych kolców i 4–6 osadzonych w porach szczecinek na zewnętrznej krawędzi każdego z policzków. Na bocznych brzegach przedplecza wyrasta 20–30 długich szczecinek. Od kilku do kilkunastu długich szczecinek osadzonych jest również na żyłce kostalnej półpokryw. Tarczka jest wydłużona, dłuższa niż u nasady szeroka, sięgająca znacznie poza połowę długości odwłoka. Gruczoły zapachowe zatułowia mają ujścia o kształcie małego, okrągłego uszka. Ewaporatoria na śródtułowiu i zatułowiu są dobrze wykształcone.

## Ekologia i występowanie

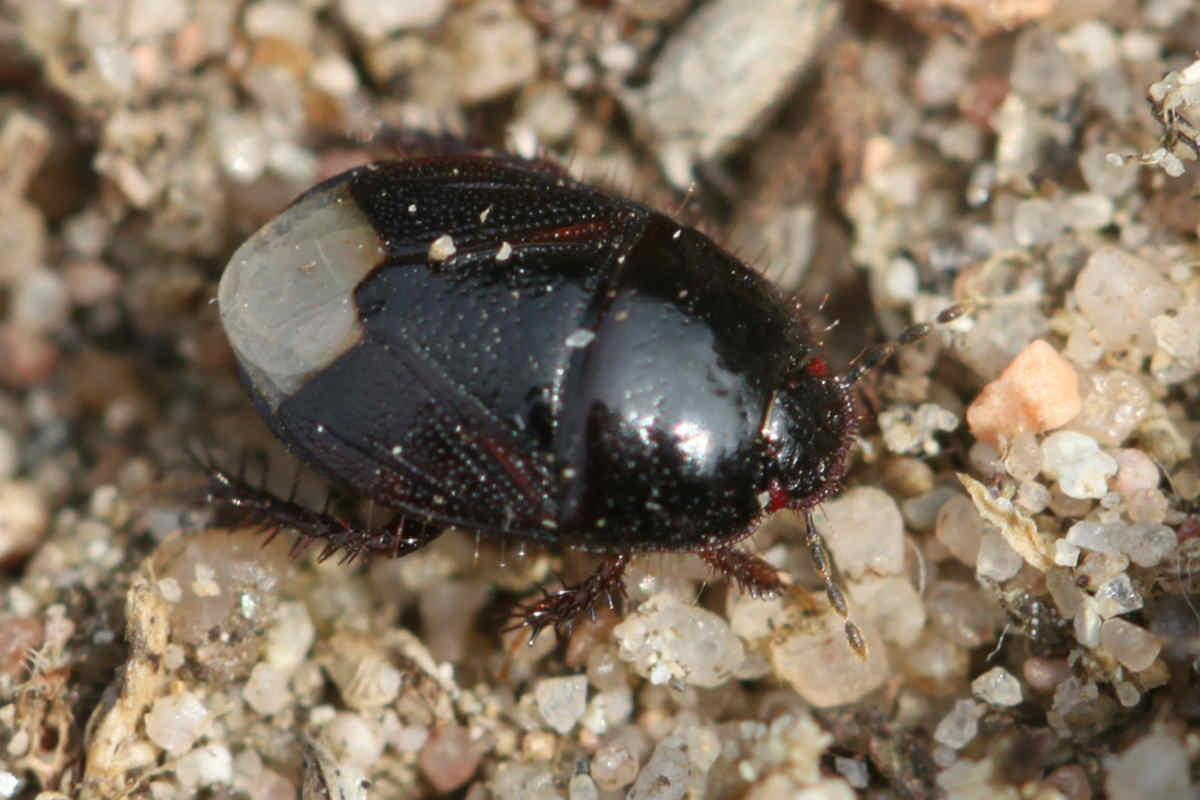
Ziemik brunatny w środowisku naturalnym

Owad ten zamieszkuje głównie otwarte stanowiska trawiaste o piaszczystym podłożu. Ponadto zasiedlać może przydomowe ogrody o mniej lub bardziej piaszczystej glebie. Bytuje wśród korzeni traw, krwawnika pospolitego, łyszczca baldachogronowego i wiesiołka dwuletniego. Jest fitofagiem ssącym soki z korzeni. Zimują osobniki dorosłe, zagrzebane w glebie na głębokości do 15 cm.
Gatunek znany z większości krajów Europy, z wyjątkiem jej części północnej, Wysp Brytyjskich i Portugalii. Na południe sięga przez Afrykę Północną do Etiopii, a na wschód po północne Indie i południowo-wschodnie Chiny. Ponadto zawleczony został do Stanów Zjednoczonych. W Polsce występuje na terenie całego kraju i jest jedynym przedstawicielem swojego rodzaju. Spotyka się go częściej niż podobnego ziemika włochatobrzuchego w Polsce i na wschodzie Niemiec, natomiast rzadziej od wspominanego gatunku na zachodzie i północy Niemiec.